# Číslicový systém
Číslicový neboli digitální systém je zařízení, které pracuje s informacemi v diskrétní podobě. Opačným případem je systém analogový, který pracuje se spojitými hodnotami. Číslicové systémy se skládají z logických obvodů. Rozsáhlé číslicové systémy se popisují pomocí programovacích jazyků, jež jsou určeny pro modelování, simulaci a automatizovanou syntézu. Příkladem číslicového systému jsou dnešní počítače.
Číslicové systémy lze v zásadě rozdělit na aplikačně specifické systémy a univerzální počítače. Aplikačně specifické systémy se používají na místech, kde je třeba, aby vykonávaly specializovanou činnost, která nemůže být měněna uživatelem. Naopak univerzální počítače (systémy pro obecné použití) jsou programovatelné. To znamená, že mohou být modifikovány tak, aby se změnila jejich funkce či aplikace. Díky tomu, že se vestavěné počítače dají libovolně programovat a mohou tak vykonávat různé funkce, lze dosáhnout nižší ceny výsledné aplikace.
Číslicový systém může být realizován např. mechanicky, elektronicky (polovodiče) apod. Polovodičové technologie však zákonitě musejí dosáhnout svého limitu, který je dán fyzikálními principy (minimální rozměr tranzistoru či rychlost světla). Nástupcem by mohly být systémy realizované pomocí technologií budoucnosti (DNA, fotonika či kvantová mechanika).
Reprezentací původně spojité informace v digitálním systému vzniká tzv. kvantizační šum.